# マット・ムーア (野球)
マシュー・コディ・ムーア（Matthew Cody Moore、1989年6月18日 - ）は、アメリカ合衆国・フロリダ州オカルーサ郡フォートウォルトンビーチ出身のプロ野球選手（投手）。左投左打。現在はMLBのロサンゼルス・エンゼルス所属。愛称はメイティ・ムー。

## 経歴

### プロ入り前
フロリダ州で生まれ、ニューメキシコ州のアルバカーキ郊外で育つ。また、父がアメリカ空軍のヘリコプター部隊に所属する軍人だったため、その仕事の関係で7歳から11歳までの間は沖縄の嘉手納基地で過ごした経験がある。高校時代から91～92mph（約146.5～148.1km/h）を記録していた速球の評価は高かったが、変化球の精度と制球力に難があると言われていた。

### プロ入りとレイズ時代

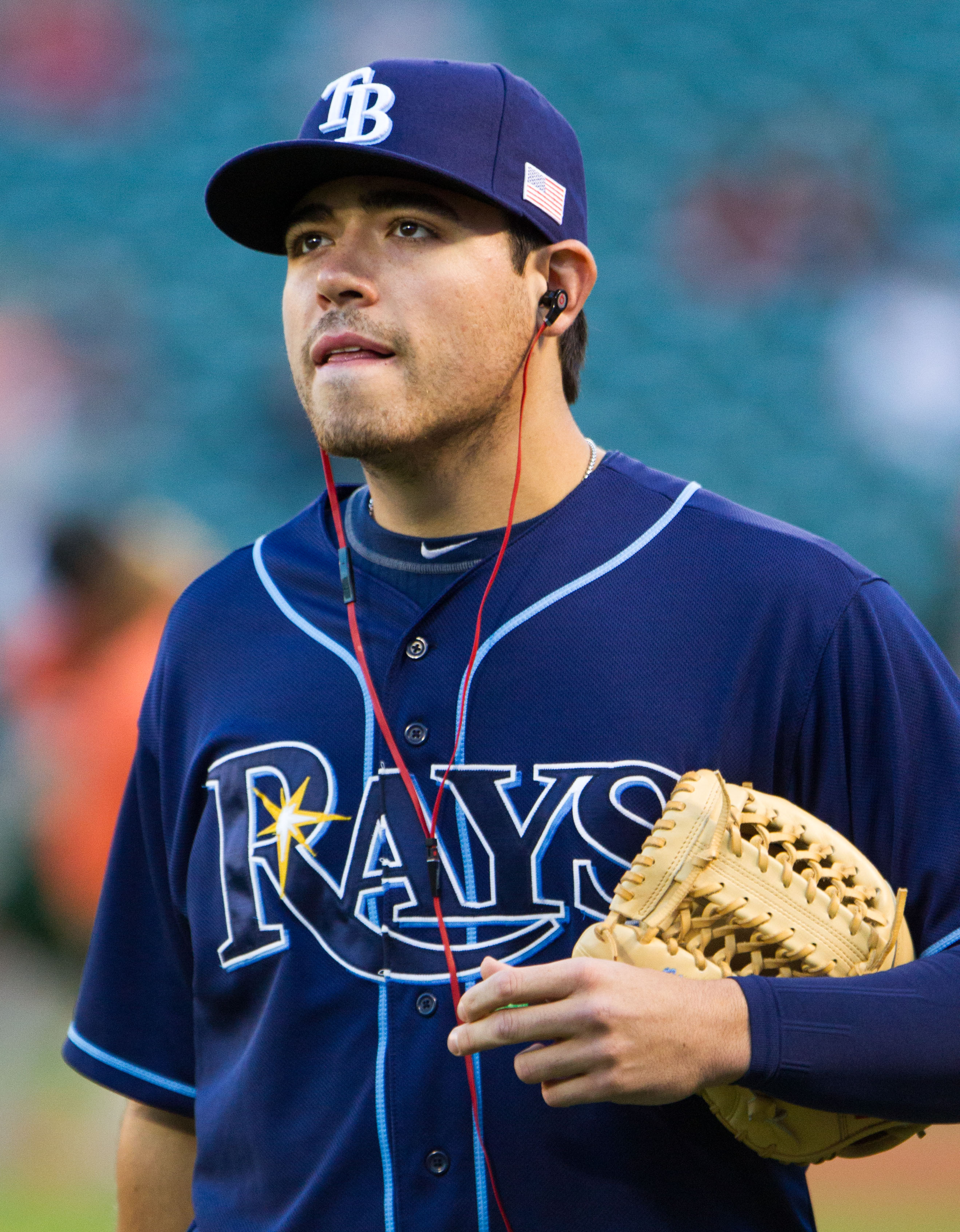
2012年9月11日

2007年のMLBドラフト8巡目（全体245位）でタンパベイ・デビルレイズから指名され、プロ入り。プロ初年度は傘下のアパラチアンリーグのルーキー級プリンストン・デビルレイズで20回を投げ、29奪三振を奪うも16四球を出す粗削りな内容であった。
2008年からは球速が飛躍的に上昇する一方で、与四球率は年々低下し、好成績を残していった。
2009年はA級ボーリンググリーン・ホットロッズに所属し、123回で176奪三振を記録した。
2010年はA+級シャーロット・ストーンクラブズに所属し、144回で208奪三振を記録し、マイナー屈指の有望株に成長する。2010年シーズン終了後には、「ベースボール・アメリカ」誌選定の有望株ランキングにおいて、既にメジャーへ昇格していたジェレミー・ヘリクソンに次いで球団内2位、全体でも15位の評価を受けた。
2011年はAA級モンゴメリー・ビスケッツとAAA級ダーラム・ブルズで合計27試合に先発し、6月16日にはノーヒットノーランを達成するなど、12勝3敗、防御率1.92、210奪三振、WHIP0.95という圧倒的な成績を残し、マイク・トラウト、ブライス・ハーパーと並ぶマイナー最高級の有望株と見なされるようになる。9月14日のボルチモア・オリオールズ戦でメジャー初登板。初先発となった9月22日のニューヨーク・ヤンキース戦では5回を投げ、11奪三振無失点の快投でメジャー初勝利を挙げた。初先発での奪三振数11は2009年にウェイド・デービスが記録した9を更新する球団新記録であり、ヤンキース相手に5回以下の投球回数で11奪三振以上を記録した史上初の投手となった。プレーオフのロースターにも入り、ジョー・マドン監督はテキサス・レンジャーズとの地区シリーズ第1戦の先発にムーアを指名した。メジャーでの先発経験が1試合のみの投手がプレーオフの試合で先発した例は過去になく、奇襲とも言える抜擢だったが、その期待に見事に応え、7回2安打無失点で勝利投手になった。同年12月9日にレイズと5年1400万ドル（オプションを含めると最大で8年3750万ドル）で契約を延長した。
2012年は31試合に先発登板して11勝11敗、防御率3.81、175奪三振を記録した。
2013年7月31日に左肘の故障で15日間の故障者リスト入りした。9月3日に復帰。この年は27試合に登板し、自己最多の17勝（4敗）、防御率3.29、143奪三振の成績を残した。
2014年は開幕ロースター入りし、開幕後は2試合に登板したが、4月8日に左肘の故障で15日間の故障者リスト入りした。4月15日にトミー・ジョン手術を翌週に行うことが発表され、シーズンを全休することとなった。5月27日に60日間の故障者リストへ異動した。
2015年、戦列に戻り7月2日のクリーブランド・インディアンス戦にてシーズン初登板を果たした。そこから12試合に先発登板したが、3勝4敗と負け越して防御率も5.43に終わり、完全復活とはならなかった。

### ジャイアンツ時代
2016年8月1日にマット・ダフィー、ルーシャス・フォックス、マイケル・サントスとのトレードで、サンフランシスコ・ジャイアンツへ移籍した。8月25日のロサンゼルス・ドジャース戦、9回二死までノーヒットで3四球だけに抑え、ノーヒットノーランまであと1人と迫ったが、この試合の133球目でコーリー・シーガーに単打を打たれ偉業達成を逃した。ジャイアンツ加入後は12試合に登板、6勝5敗、防御率4.08、レイズとの2球団合算では33試合に先発登板、13勝12敗、防御率4.08の成績で、自身3年ぶりの2桁勝利を記録した。10月11日、シカゴ・カブスとの地区シリーズ第4戦に先発。カブス打線を8回まで2安打、デビッド・ロスの本塁打と犠飛による2失点に抑え10三振を奪い、バッティングでも1-1の同点で迎えた4回に一死満塁のチャンスでカブス先発のジョン・ラッキーから一・二塁間を破る勝ち越しの適時打を放つ活躍を見せた。3点リードで勝利投手の権利を持ってマウンドを降りたが、9回に後続が逆転を許し勝敗はつかず、チームは1勝3敗でディビジョンシリーズ敗退に終わった。オフの11月3日に球団が2017年のオプションを行使した。

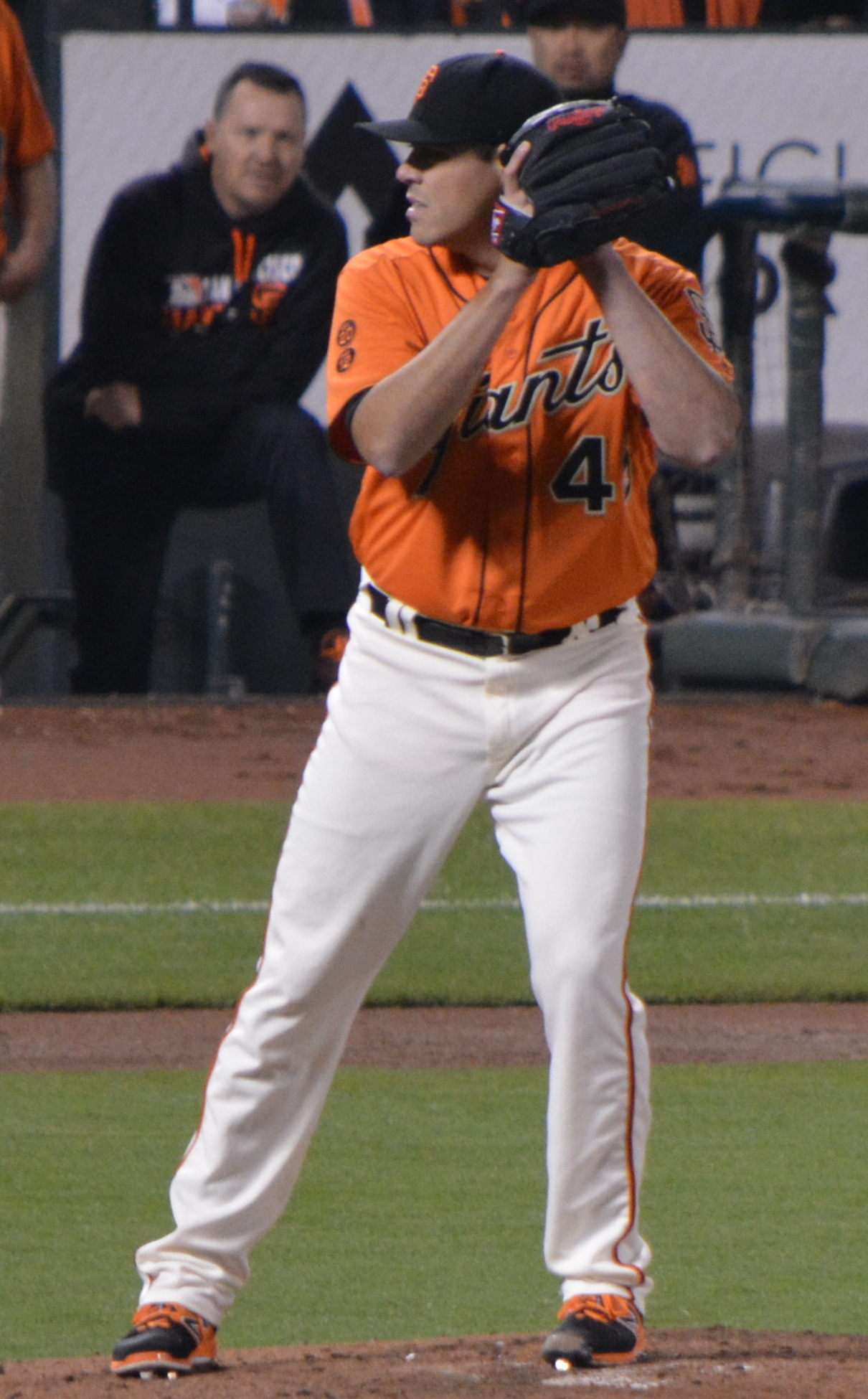
ジャイアンツ時代
（2016年9月16日）

2017年は先発ローテーションの一員として32試合（内先発31試合）に登板したが、リーグ最多の15敗、107自責点を喫し、6勝、防御率5.52、WHIP1.53に終わるなど散々なシーズンに終わった。

### レンジャーズ時代
2017年12月15日にサム・ウルフ、イスラエル・クルーズとのトレードで、テキサス・レンジャーズへ移籍した。
2018年オフの11月2日にFAとなった。

### タイガース時代
2018年11月28日にデトロイト・タイガースと年俸250万ドルで契約合意した。
2019年はシーズン2試合目の登板で、右膝に打球を当てて負傷退場。4月17日に半月板の手術を受けて、残りシーズンを全休した。オフの10月31日にFAとなった。

### ソフトバンク時代
2019年12月26日、福岡ソフトバンクホークスに入団することが発表された。
2020年7月の練習中に左ふくらはぎを痛め約2か月の離脱。復帰戦となった8月29日の北海道日本ハムファイターズ戦（福岡PayPayドーム）で5回無失点と好投しNPB初勝利を記録。9月以降は基本的に週末カードの初戦となる金曜日の先発を任され続け、NPB移籍後2度目の中5日登板となった10月22日の日本ハム戦（札幌ドーム）では7回無失点と好投しチーム15年ぶりの11連勝に貢献。8月末から11試合に先発し6勝を挙げ、リーグ優勝に貢献した。読売ジャイアンツとの日本シリーズの第3戦（11月24日）に先発し、7回無失点無安打に抑えて勝利投手となった。この活躍により優秀選手に選ばれた。12月2日付でNPBから自由契約選手として公示された。

### フィリーズ時代
2021年2月3日にフィラデルフィア・フィリーズと300万ドルの単年契約を結んだ。24試合（うち先発13試合）に登板したがわずか2勝に終わり、オフの11月3日にFAとなった。

### レンジャーズ復帰
2022年3月14日にテキサス・レンジャーズとマイナー契約を結び、スプリングトレーニングに招待選手として参加することになった。開幕はAAA級ラウンドロック・エクスプレスで迎え、4月16日にメジャー契約を結んでアクティブ・ロースター入りした。オフの11月6日にFAとなった。

### エンゼルス時代
2023年2月16日にロサンゼルス・エンゼルスと1年755万ドルの契約を結んだ。エンゼルスでは41試合（44回）に登板し、4勝1敗、防御率2.66、49奪三振と好投していたが、チームの「ぜいたく税」回避に伴う総年俸削減の対象となり、8月29日に他の5選手とともにウェイバーにかけられた。

### ガーディアンズ時代
2023年9月1日にクリーブランド・ガーディアンズが獲得を発表した。ガーディアンズでは5試合に登板した。

### マーリンズ時代
2023年9月19日にウェイバー公示を経てマイアミ・マーリンズに移籍した。マーリンズでは4試合に登板して1勝を挙げたが、オフの10月5日にFAとなった。

### エンゼルス復帰
2024年1月27日に前シーズン途中まで在籍したエンゼルスと1年900万ドルの契約を結んだ。

## 人物
レイズではメジャー昇格後の2011年より背番号55を着用していた。翌2012年、松井秀喜が移籍してきたため、ムーアは松井に背番号を譲ろうとしたものの、松井自身はこれを固辞し、背番号35を着用した。

## 選手としての特徴
| 球種           | 配分 % | 平均球速 mph（km/h） | 水平運動 in | 鉛直運動 in |
| -------------- | ------ | -------------------- | ----------- | ----------- |
| フォーシーム   | 58     | 93 (150)             | 7           | 9           |
| カーブ         | 19     | 81 (131)             | -3          | -7          |
| チェンジアップ | 13     | 84 (135)             | 10          | 4           |
| カッター       | 10     | 90 (145)             | 1           | 7           |

スリークォーターから平均球速152km/h、最速157.6km/hを計測するフォーシーム、ツーシーム、さらに平均142km/hのカッターの速球3種と、ナックルカーブ、チェンジアップ、スライダーを持ち球とする。メジャー昇格当初は、フォーシーム、チェンジアップ、スライダーの3球種だったが、2012年にツーシームを、2015年にはカッターとナックルカーブを新たに持ち球に加えた。カッターを投げ始めた当初はスライダーと使い分けていたが、2016年からはスライダーを一切投げなくなり、その分だけナックルカーブの割合が増している。ちょうどトミー・ジョン手術明けから球威・球速が著しく低下しており、2015年以降のフォーシームの平均球速は約147km/hで、実に約5km/hも低下している。
マイナーでの通算奪三振率は12.7を記録している。一方で2012、2013年とも与四球率が4を超えており、制球難が課題とされてきたが、トミー・ジョン手術以降は球威不足をカバーするため、制球重視のスタイルに移行している。2015年の与四球率は3.3でほぼMLB平均レベルだった。

## 詳細情報

### 年度別投手成績
| 年 度     | 球 団        | 登 板 | 先 発 | 完 投 | 完 封 | 無 四 球 | 勝 利 | 敗 戦 | セ 丨 ブ | ホ 丨 ル ド | 勝 率 | 打 者 | 投 球 回 | 被 安 打 | 被 本 塁 打 | 与 四 球 | 敬 遠 | 与 死 球 | 奪 三 振 | 暴 投 | ボ 丨 ク | 失 点 | 自 責 点 | 防 御 率 | W H I P |
| --------- | ------------ | ----- | ----- | ----- | ----- | -------- | ----- | ----- | -------- | ----------- | ----- | ----- | -------- | -------- | ----------- | -------- | ----- | -------- | -------- | ----- | -------- | ----- | -------- | -------- | ------- |
| 2011      | TB           | 3     | 1     | 0     | 0     | 0        | 1     | 0     | 0        | 1           | 1.000 | 40    | 9.1      | 9        | 1           | 3        | 0     | 0        | 15       | 2     | 0        | 3     | 3        | 2.89     | 1.29    |
| 2012      | TB           | 31    | 31    | 0     | 0     | 0        | 11    | 11    | 0        | 0           | .500  | 759   | 177.1    | 158      | 18          | 81       | 5     | 7        | 175      | 8     | 1        | 85    | 75       | 3.81     | 1.35    |
| 2013      | TB           | 27    | 27    | 1     | 1     | 0        | 17    | 4     | 0        | 0           | .810  | 642   | 150.1    | 119      | 14          | 76       | 1     | 4        | 143      | 17    | 1        | 58    | 55       | 3.29     | 1.30    |
| 2014      | TB           | 2     | 2     | 0     | 0     | 0        | 0     | 2     | 0        | 0           | .000  | 44    | 10.0     | 10       | 1           | 5        | 0     | 0        | 6        | 0     | 0        | 3     | 3        | 2.70     | 1.50    |
| 2015      | TB           | 12    | 12    | 0     | 0     | 0        | 3     | 4     | 0        | 0           | .429  | 278   | 63.0     | 74       | 9           | 23       | 1     | 4        | 46       | 6     | 0        | 40    | 38       | 5.43     | 1.54    |
| 2016      | TB           | 21    | 21    | 0     | 0     | 0        | 7     | 7     | 0        | 0           | .500  | 549   | 130.0    | 125      | 20          | 40       | 0     | 5        | 109      | 3     | 1        | 62    | 59       | 4.08     | 1.27    |
| 2016      | SF           | 12    | 12    | 0     | 0     | 0        | 6     | 5     | 0        | 0           | .545  | 289   | 68.1     | 59       | 5           | 32       | 1     | 1        | 69       | 3     | 0        | 31    | 31       | 4.08     | 1.33    |
| '16計     | SF           | 33    | 33    | 0     | 0     | 0        | 13    | 12    | 0        | 0           | .520  | 838   | 198.1    | 184      | 25          | 72       | 1     | 6        | 178      | 6     | 1        | 93    | 90       | 4.08     | 1.29    |
| 2017      | SF           | 32    | 31    | 0     | 0     | 0        | 6     | 15    | 0        | 0           | .286  | 790   | 174.1    | 200      | 27          | 67       | 3     | 7        | 148      | 10    | 0        | 116   | 107      | 5.52     | 1.53    |
| 2018      | TEX          | 39    | 12    | 0     | 0     | 0        | 3     | 8     | 0        | 2           | .273  | 471   | 102.0    | 128      | 19          | 41       | 1     | 5        | 86       | 6     | 0        | 82    | 77       | 6.79     | 1.66    |
| 2019      | DET          | 2     | 2     | 0     | 0     | 0        | 0     | 0     | 0        | 0           | ----  | 33    | 10.0     | 3        | 0           | 1        | 0     | 0        | 9        | 0     | 0        | 0     | 0        | 0.00     | 0.40    |
| 2020      | ソフトバンク | 13    | 13    | 0     | 0     | 0        | 6     | 3     | 0        | 0           | .667  | 320   | 78.0     | 64       | 7           | 22       | 0     | 4        | 89       | 1     | 0        | 32    | 23       | 2.65     | 1.10    |
| 2021      | PHI          | 24    | 13    | 0     | 0     | 0        | 2     | 4     | 0        | 1           | .333  | 334   | 73.0     | 78       | 15          | 38       | 4     | 2        | 63       | 3     | 0        | 54    | 51       | 6.29     | 1.59    |
| 2022      | TEX          | 63    | 0     | 0     | 0     | 0        | 5     | 2     | 5        | 14          | .714  | 304   | 74.0     | 49       | 3           | 38       | 2     | 1        | 83       | 8     | 0        | 20    | 16       | 1.95     | 1.18    |
| 2023      | LAA          | 41    | 0     | 0     | 0     | 0        | 4     | 1     | 0        | 20          | .800  | 175   | 44.0     | 33       | 6           | 12       | 2     | 2        | 49       | 1     | 0        | 14    | 13       | 2.66     | 1.02    |
| 2023      | CLE          | 5     | 0     | 0     | 0     | 0        | 0     | 0     | 0        | 1           |       | 25    | 4.2      | 9        | 1           | 2        | 0     | 0        | 8        | 0     | 0        | 2     | 2        | 3.86     | 2.36    |
| 2023      | MIA          | 4     | 0     | 0     | 0     | 0        | 1     | 0     | 0        | 1           | 1.000 | 18    | 4.0      | 4        | 0           | 1        | 1     | 1        | 3        | 0     | 0        | 0     | 0        | 0.00     | 1.25    |
| '23計     | MIA          | 50    | 0     | 0     | 0     | 0        | 5     | 1     | 0        | 22          | .833  | 218   | 52.2     | 46       | 7           | 15       | 3     | 3        | 60       | 1     | 0        | 16    | 15       | 2.56     | 1.16    |
| 2024      | LAA          | 51    | 0     | 0     | 0     | 0        | 5     | 3     | 1        | 10          | .625  | 210   | 48.1     | 39       | 11          | 26       | 2     | 2        | 41       | 1     | 0        | 31    | 27       | 5.03     | 1.34    |
| MLB：13年 | MLB：13年    | 369   | 164   | 1     | 1     | 0        | 71    | 66    | 6        | 50          | .518  | 4961  | 1142.2   | 1097     | 150         | 486      | 23    | 41       | 1053     | 68    | 3        | 601   | 557      | 4.39     | 1.39    |
| NPB：1年  | NPB：1年     | 13    | 13    | 0     | 0     | 0        | 6     | 3     | 0        | 0           | .667  | 320   | 78.0     | 64       | 7           | 22       | 0     | 4        | 89       | 1     | 0        | 32    | 23       | 2.65     | 1.10    |

- 2024年度シーズン終了時
- 各年度の太字はリーグ最高

### 年度別守備成績
| 年 度 | 球 団        | 投手（P） | 投手（P） | 投手（P） | 投手（P） | 投手（P） | 投手（P） |
| 年 度 | 球 団        | 試 合     | 刺 殺     | 補 殺     | 失 策     | 併 殺     | 守 備 率  |
| ----- | ------------ | --------- | --------- | --------- | --------- | --------- | --------- |
| 2011  | TB           | 3         | 1         | 1         | 0         | 0         | 1.000     |
| 2012  | TB           | 31        | 6         | 20        | 2         | 3         | .929      |
| 2013  | TB           | 27        | 9         | 17        | 0         | 1         | 1.000     |
| 2014  | TB           | 2         | 0         | 1         | 0         | 0         | 1.000     |
| 2015  | TB           | 12        | 3         | 8         | 1         | 0         | .917      |
| 2016  | TB           | 21        | 7         | 15        | 1         | 2         | .957      |
| 2016  | SF           | 12        | 1         | 3         | 1         | 0         | .800      |
| '16計 | SF           | 33        | 8         | 18        | 2         | 2         | .929      |
| 2017  | SF           | 32        | 3         | 23        | 3         | 0         | .897      |
| 2018  | TEX          | 39        | 2         | 11        | 1         | 1         | .929      |
| 2019  | DET          | 2         | 0         | 3         | 1         | 0         | .750      |
| 2020  | ソフトバンク | 13        | 3         | 12        | 1         | 0         | .938      |
| 2021  | PHI          | 24        | 4         | 8         | 1         | 0         | .923      |
| 2022  | TEX          | 63        | 2         | 2         | 0         | 0         | 1.000     |
| 2023  | LAA          | 41        | 1         | 1         | 0         | 0         | 1.000     |
| 2023  | CLE          | 5         | 1         | 0         | 0         | 0         | 1.000     |
| 2023  | MIA          | 4         | 0         | 0         | 0         | 0         |           |
| '23計 | MIA          | 50        | 2         | 1         | 0         | 0         | 1.000     |
| 2024  | LAA          | 51        | 1         | 6         | 0         | 0         | 1.000     |
| MLB   | MLB          | 369       | 41        | 119       | 11        | 7         | .936      |
| NPB   | NPB          | 13        | 3         | 12        | 1         | 0         | .938      |

- 2024年度シーズン終了時

### 表彰
NPB
- 日本シリーズ優秀選手賞：1回（2020年）

### 記録
MLB
- オールスターゲーム選出：1回（2013年）

NPB
- 初登板・初先発登板：2020年6月23日、対埼玉西武ライオンズ1回戦（メットライフドーム）、4回6失点（自責4）で敗戦投手
- 初奪三振：同上、2回裏に外崎修汰から空振り三振
- 初勝利・初先発勝利：2020年8月29日、対北海道日本ハムファイターズ14回戦（福岡PayPayドーム）、5回無失点

### 背番号
- 55（2011年 - 2016年途中、2018年、2023年 - 同年途中）
- 45（2016年途中 - 2017年、2022年、2023年途中 - 同年終了）
- 51（2019年）
- 37（2020年）
- 48（2021年）